# Acide tétradécanoïque
L'acide tétradécanoïque, plus couramment appelé acide myristique, C14:0, est un acide gras saturé à quatorze atomes de carbone de formule semi-développée CH3–(CH2)12–COOH. On le trouve notamment dans l'huile de coco et l'huile de palmiste, deux huiles alimentaires particulièrement riches en acide laurique et en acide myristique, les deux acides gras saturés les plus hypercholestérolémiants connus.
Comme de nombreux acides gras, l'acide myristique intervient dans la composition de la membrane plasmique des cellules eucaryotes, formée d'une bicouche lipidique. Sur la face intracellulaire de la membrane plasmique, l'acide myristique peut interagir avec des protéines ; on parle alors de « myristoylation ». Cet acide se lie de façon covalente au niveau de l'azote d'un résidu glycine en position 2 dans la chaîne polypeptidique de la protéine. Cette protéine intrinsèque est alors dite « enchâssée » (voir également la prénylation et la palmitylation).
La réduction de l'acide myristique donne l'alcool myristylique.
Selon une méta-analyse dose-réponse d'études de cohorte, le risque de diabète de type 2 a été inférieur de 17 points de pourcentage dans la catégorie de personnes qui avaient consommé le plus d'acide myristique avec leur alimentation, en comparaison avec celle des personnes ayant consommé le moins d'acide myristique.